# 脂肪族ポリケトン
脂肪族ポリケトン（あるいは単にポリケトン）は高強度、高耐熱、低吸水性が特徴の熱可塑性ポリマー。ポリマーの主鎖にケトン基を有するため、ポリマー鎖同士の結合力が強く、高融点となる。例えばケトン-エチレンコポリマーで255℃、ケトン-エチレン-プロピレンターポリマーで220℃である。また、耐溶剤性も高く、高強度である。他のエンジニアリングプラスチックと比べると、原料のモノマーが安価である。パラジウム(II) 触媒を使い、エチレンと一酸化炭素から作られる。融点を下げるために少量のプロピレンを混ぜることも多い。
ポリケトン系樹脂は、脂肪族ポリケトンの他、芳香族ポリエーテルケトンなど、主鎖にケトン基を含むポリマー全般を指す。ただし単にポリケトンと言えば、脂肪族ポリケトンを意味する場合が多い。この記事でも、以下ではポリケトンを脂肪族ポリケトンの意味で説明する。
シェルケミカルは1996年、ポリケトンを世界で初めて商品化し、「カリロン」の名で販売を始めたが、2000年には販売中止し、SRIインターナショナルに製造権を譲っている。シェルの他、2013年に韓国のヒョースン社が独自にポリケトン樹脂を開発している。

## 工業生産
エチレンと一酸化炭素から作るのが最も一般的である。工業的には、メタノール中での懸濁重合、あるいは固定化触媒を使った気相重合などで合成される。

## 重合反応の進み方
この重合は、パラジウム(II) - フェナントロリン触媒（下の図の[Pd]）を使うことで、連鎖的に反応すると言われている。この説は、ノースカロライナ大学チャペルヒル校教授のモーリス・ブルックハートが唱えたものである。
この反応でできるポリケトンは、非常に欠陥（不規則性）が少ないことで知られる。つまり、エチレンとカルボニル基が交互に付加する場合がほとんどであり、エチレン同士あるいはカルボニル基同士が繋がること（下図の赤い部分）はほとんどない。特に、カルボニル基同士が繋がることは活性化障壁が高いため、まず起こらない。
また、ブルックハート教授の研究によれば、エチレン同士が繋がるために必要となる、アルキルエチレン-パラジウム複合体も、どの条件でもほとんど発生しない。その上、アルキル基に一酸化炭素が付加するギブスエネルギーは、アルキル基にエチレンが付加するギブスエネルギーよりも約 3 kcal/mol 低い。
結果として、ポリケトンの欠陥率は非常に低く、約1ppm（100万分の1）ほどである。[1,3-ビス(ジフェニルホスフィノ)プロパン]パラジウム(II)触媒を使った場合についても研究例がある。

### 二座配位子の重要性
単座ホスフィン配位子に配位されたパラジウム (II) プレ触媒をメタノールに入れると、副生成物として比較的多量のプロピオン酸メチルが生成する。これと比較して、二座配位子であるジホスフィンを使えば、副生成物は生じない。
一方、二座ホスフィン配位子を使うと、錯体がシス-トランス異性体の平衡となり（下図参照）、この反応に適したトランス異性体を得ることができる。それに対して三座ホスフィン配位子を使うと、トランス体しかできず、転移挿入が起こらないために反応が進まない。

## 応用例
- 旭化成せんい（旭化成のグループ会社）が2001年からポリケトン繊維の開発に着手し[12]『サイバロン』の名で販売を開始、2006年にパイロットプラントを作っている[13]。

## 代表的な商品
- Carilon: シェル社
- Karilon: ヒョースン社
- Akrotek: AKRO-PLASTIC GmbH